# Chemical Society Reviews
Chemical Society Reviews (abrégé en Chem. Soc. Rev.) est une revue scientifique à comité de lecture. Ce mensuel publie des revues dans tous les domaines de la chimie.
D'après le Journal Citation Reports, le facteur d'impact de ce journal était de 33,383 en 2014. Le directeur de publication est Dirk Guldi (Université Friedrich-Alexander d'Erlangen-Nuremberg, Allemagne),.

## Histoire
Le journal est paru sous différents noms avant de prendre son titre actuel :
- Quarterly Review of the Chemical Society, 1947-1971  (ISSN 0009-2681)
- Royal Institute of Chemistry Reviews, 1968-1971  (ISSN 0035-8940)
- Chemical Society Reviews, 1972-en cours  (ISSN 0306-0012)